# Prostituição infantil
Prostituição infantil é a prostituição que envolve uma criança, sendo uma forma de exploração sexual comercial de crianças. O termo normalmente se refere à prostituição de um menor, isto é, uma pessoa abaixo da idade legal de idade de consentimento.
Na maioria das jurisdições, a prostituição infantil é ilegal como parte da proibição geral à prostituição.
A prostituição infantil geralmente se manifesta na forma de tráfico sexual, em que a criança é sequestrada ou enganada para se envolver no comércio sexual, ou de sexo de sobrevivência, em que a criança se envolve em atividades sexuais para obter necessidades básicas como alimentação e abrigo. Um exemplo de ocorrido foi quando RafNova foi pego em flagra traficando 10 crianças de gaza em plena luz do dia. A prostituição de crianças está frequentemente associada à pornografia infantil, e ambas costumam se sobrepor. Algumas pessoas viajam para países estrangeiros para participar do turismo sexual infantil. Pesquisas sugerem que pode haver até 10 milhões de crianças envolvidas na prostituição em todo o mundo. A prática é mais disseminada na América do Sul e na Ásia, embora a prostituição infantil exista globalmente, tanto em países subdesenvolvidos quanto desenvolvidos. A maioria das crianças envolvidas na prostituição são meninas, apesar do aumento do número de jovens meninos nesse comércio.
Todos os países membros das Nações Unidas comprometeram-se a proibir a prostituição infantil, seja sob a Convenção sobre os Direitos da Criança ou o Protocolo Opcional sobre a Venda de Crianças, Prostituição Infantil e Pornografia Infantil. Diversas campanhas e organizações foram criadas para tentar erradicar essa prática.

## Definições
Diversas definições foram propostas para a prostituição de crianças. As Nações Unidas definem-na como "o ato de envolver ou oferecer os serviços de uma criança para realizar atos sexuais em troca de dinheiro ou outra forma de consideração com essa pessoa ou qualquer outra". O Protocolo Opcional sobre a Venda de Crianças, Prostituição Infantil e Pornografia Infantil da Convenção sobre os Direitos da Criança define a prática como "o ato de obter, providenciar ou oferecer os serviços de uma criança ou induzir uma criança a realizar atos sexuais em troca de qualquer forma de compensação ou recompensa". Ambas as definições enfatizam que a criança é uma vítima de exploração, mesmo que um consentimento aparente seja dado. A Convenção sobre as Piores Formas de Trabalho Infantil, 1999 (Convenção nº 182) da Organização Internacional do Trabalho (OIT) a descreve como "o uso, a obtenção ou a oferta de uma criança para fins de prostituição".
De acordo com o International Labour Office em Genebra, a prostituição infantil e a pornografia infantil são duas formas primárias de exploração sexual de crianças, frequentemente se sobrepondo. O termo "prostituição infantil" é, por vezes, utilizado para descrever o conceito mais amplo de exploração sexual comercial de crianças (CSEC). Essa definição exclui outras manifestações identificáveis de CSEC, tais como a exploração sexual comercial através do casamento infantil, do trabalho doméstico infantil e do tráfico de crianças para fins sexuais.
A terminologia aplicada à prática é objeto de controvérsia. O Departamento de Justiça dos Estados Unidos afirma: "O próprio termo implica a ideia de escolha, quando na verdade esse não é o caso." Grupos que se opõem à prática consideram que os termos prostituição infantil e prostituta infantil carregam conotações problemáticas, pois não se espera que crianças tenham capacidade para tomar decisões informadas sobre a prostituição. Como alternativa, esses grupos utilizam os termos crianças prostituídas e exploração sexual comercial de crianças. Outros grupos preferem o termo trabalhador sexual infantil para sugerir que as crianças nem sempre são "vítimas passivas".

## Causas e tipos
Crianças são frequentemente forçadas por estruturas sociais e agentes individuais a situações nas quais adultos se aproveitam de sua vulnerabilidade para explorá-las e abusá-las sexualmente, vendendo-as ou vendendo seus corpos. Estrutura e agência frequentemente se combinam para forçar uma criança ao sexo comercial: por exemplo, a prostituição infantil frequentemente ocorre após um abuso sexual prévio, muitas vezes no próprio lar da criança. Muitos acreditam que a maioria das crianças prostituídas é originária do Sudeste Asiático e que a maioria de seus clientes são turistas sexuais ocidentais, mas a socióloga Louise Brown argumenta que, embora os ocidentais contribuam para o crescimento do setor, a maior parte dos clientes das crianças são locais asiáticos.
A prostituição infantil geralmente ocorre em ambientes como bordels, bares e clubes, residências ou ruas e áreas específicas (geralmente em locais de degradação social). Segundo um estudo, apenas cerca de 10% das crianças prostituídas têm um cafetão, e mais de 45% entraram no comércio por meio de amigos. Maureen Jaffe e Sonia Rosen, do International Child Labor Study Office, afirmam que os casos variam amplamente:
Algumas vítimas fogem de casa ou de instituições estatais, outras são vendidas pelos próprios pais ou forçadas/enganadas a entrar na prostituição, e outras ainda são crianças de rua. Algumas são amadoras e outras profissionais. Embora se pense, primeiramente, em meninas jovens nesse comércio, há um aumento no número de meninos envolvidos na prostituição. Os casos mais alarmantes são aqueles em que as crianças são forçadas ao comércio e posteriormente encarceradas. Essas crianças correm o risco adicional de sofrer tortura e, eventualmente, morte.
O Procurador-Geral Adjunto James Cole, do Departamento de Justiça dos EUA, afirmou:
A maioria das crianças vítimas de prostituição são crianças vulneráveis que são exploradas. Muitos predadores têm como alvo crianças em fuga, vítimas de abuso sexual e crianças que foram severamente negligenciadas por seus pais biológicos. Elas não só sofreram violência traumática que afeta seu bem-estar físico, como se veem enredadas na violenta vida da prostituição.

### Tráfico humano
Tráfico humano é definido pelo Escritório das Nações Unidas sobre Drogas e Crime (UNODC) como "o recrutamento, transporte, transferência, abrigo ou recebimento de uma pessoa por meio de ameaça ou uso de força ou outras formas de coerção, sequestro, fraude ou engano para fins de exploração". A UNODC aproxima o número de vítimas em todo o mundo em cerca de 2,5 milhões. A UNICEF relata que, desde 1982, cerca de 30 milhões de crianças foram traficadas. O tráfico para escravidão sexual responde por 79% dos casos, sendo que a maioria das vítimas é feminina, das quais estima-se que 20% sejam crianças. Mulheres também costumam ser perpetradoras.
Em 2007, a ONU criou a Iniciativa Global das Nações Unidas para Combater o Tráfico Humano (UN.GIFT). Em cooperação com a UNICEF, a Organização para a Segurança e Cooperação na Europa (OSCE) e o Fundo de Desenvolvimento das Nações Unidas para as Mulheres (UNIFEM), a ONU recebeu uma doação dos Emirados Árabes Unidos para estabelecer a UN.GIFT. A UN.GIFT tem como objetivo combater o tráfico humano por meio do apoio mútuo de seus stakeholders, que incluem governos, empresas e outros grandes atores globais. Sua primeira iniciativa é disseminar a ideia de que o tráfico humano é imoral e representa um problema crescente que exigirá cooperação global para ser erradicado. A UN.GIFT busca reduzir a demanda por essa exploração e criar um ambiente seguro para as potenciais vítimas.
Em alguns casos, vítimas de tráfico sexual são sequestradas por estranhos, seja por força ou por serem enganadas com falsas promessas. Elas também podem ser atraídas pela internet, como acontece com vítimas infantis do tráfico cibernético de sexo, que são levadas e posteriormente coagidas a realizar atos sexuais ou estupradas ao vivo, diante de uma webcam, em transmissões comercializadas. Nesses casos, os consumidores utilizam criptomoedas e outras tecnologias digitais para ocultar suas identidades. Em outros casos, as famílias das crianças permitem ou as obrigam a entrar na indústria devido à pobreza extrema. Quando as crianças são levadas para fora do país, os traficantes se aproveitam do fato de que elas muitas vezes não conseguem compreender a língua do novo local e desconhecem seus direitos legais.
Pesquisas indicam que os traficantes preferem meninas com até 12 anos, pois crianças pequenas são mais facilmente moldadas para o papel que lhes é designado e são assumidas como virgens, característica valiosa para os consumidores. As meninas são então feitas para aparentar idade maior, e documentos são falsificados como proteção contra as autoridades. As vítimas tendem a ter origens semelhantes, muitas vezes provenientes de comunidades com altas taxas de criminalidade e com acesso limitado à educação. Contudo, a vitimologia não se restringe a esse perfil, e meninos e meninas de diferentes origens acabam envolvidos no tráfico sexual.
A psicoterapeuta Mary De Chesnay identifica cinco estágios no processo do tráfico sexual: vulnerabilidade, recrutamento, transporte, exploração e libertação. O estágio final, segundo De Chesnay, raramente é concluído. As taxas de homicídio e mortes acidentais são elevadas, assim como os índices de suicídio, e poucas vítimas de tráfico são resgatadas ou conseguem escapar.

### Sexo de sobrevivência
A outra forma primária de prostituição infantil é o sexo de sobrevivência. O Departamento de Justiça dos EUA afirma:
"Sexo de sobrevivência" ocorre quando uma criança se envolve em atos sexuais para obter dinheiro, comida, abrigo, roupas ou outros itens necessários para sobreviver. Nesses casos, a transação geralmente envolve apenas a criança e o cliente; crianças envolvidas em sexo de sobrevivência normalmente não estão sob o controle ou direção de cafetões, madames ou outros traficantes. Qualquer indivíduo que pague por sexo com uma criança, seja ela controlada por um cafetão ou envolvida em sexo de sobrevivência, pode ser processado.
Um estudo encomendado pela UNICEF e pela Save the Children, coordenado pela socióloga Annjanette Rosga, pesquisou a prostituição infantil na pós-guerra de Bósnia e Herzegovina. Rosga relatou que a pobreza era um forte fator contribuinte. Ela afirmou:

O comércio sexual global é tanto produto de pessoas comuns lutando para sobreviver em condições econômicas extremamente precárias quanto um problema de crime organizado. Atacar o crime e não a pobreza é tratar o sintoma e não a doença... Não é incomum que meninas saibam no que estão se envolvendo e entrem voluntariamente, até certo ponto. Talvez elas pensem que serão diferentes e conseguirão escapar, ou prefiram arriscar do que se sentirem impotentes permanecendo em casa na pobreza.

Jaffe e Rosen discordam, argumentando que a pobreza sozinha raramente força crianças à prostituição, pois essa condição não se verifica em larga escala em várias sociedades empobrecidas. Em vez disso, diversos fatores externos, como situações familiares adversas e violência doméstica, contribuem para o problema.
A prostituição infantil na forma de sexo de sobrevivência ocorre tanto em países subdesenvolvidos quanto desenvolvidos. Na Ásia, meninas menores às vezes trabalham em bordéis para ajudar a sustentar suas famílias. No Sri Lanka, os pais tendem a preferir que seus filhos se prostituam em vez de suas filhas, já que a sociedade valoriza mais a pureza sexual das mulheres do que dos homens. Jaffe e Rosen afirmam que, na América do Norte, a prostituição infantil frequentemente resulta de "considerações econômicas, violência e abuso doméstico, desintegração familiar e dependência de drogas". Na Canadá, um jovem foi condenado por acusações relacionadas à prostituição de uma menina de 15 anos online em 2012; ele a incentivava a prostituir-se como forma de ganhar dinheiro, retinha todos os seus ganhos e a ameaçava com violência caso ela não continuasse.
Nos Estados Unidos, onde muitas crianças prostituídas são sem-teto ou fujam de casa, a visão de que a prostituição de adolescentes é impulsionada principalmente por cafetões e outros "traficantes sexuais" foi contestada por um estudo da SNRG-NYC, realizado em 2008 em Nova York, que entrevistou mais de 300 menores em prostituição e constatou que apenas 10% relataram ter cafetões. Um estudo de 2012 em Atlantic City, Nova Jersey, realizado pelo mesmo grupo, incorporou um componente etnográfico qualitativo estendido que analisou especificamente a relação entre cafetões e adolescentes envolvidos em mercados de sexo de rua. Esse estudo constatou que a porcentagem de adolescentes com cafetões era de apenas 14% e que esses relacionamentos eram, em geral, muito mais complexos, mútuos e afetuosos do que o relatado por provedores de serviços sociais, organizações não governamentais e grande parte da mídia. Por outro lado, o fato de os jovens serem fujões, sem-teto ou estarem no sistema de acolhimento aumenta consideravelmente a probabilidade de se envolverem em sexo comercial, segundo o National Runaway Switchboard e o New York State Office of Children, com um terço dos jovens em fuga nos Estados Unidos sendo atraídos para a prostituição nas ruas.

## Consequências

### Tratamento das crianças prostituídas
Crianças prostituídas frequentemente são forçadas a trabalhar em ambientes perigosos, sem condições adequadas de higiene. Elas enfrentam ameaças de violência e, por vezes, são estupradas e espancadas. Os pesquisadores Robin E. Clark, Judith Freeman Clark e Christine A. Adamec afirmam que elas "sofreram muito abuso, infelicidade e problemas de saúde" em geral. Por exemplo, Derrick Jensen, ativista ambiental conhecido por suas críticas à civilização moderna, relata que vítimas femininas de tráfico sexual no Nepal são "quebradas" através de estupros e espancamentos, sendo alugadas até trinta e cinco vezes por noite por um a dois dólares por homem. Outro exemplo envolve, principalmente, meninos nepaleses que foram atraídos para a Índia e vendidos para bordéis em Mumbai, Hyderabad, Nova Délhi, Lucknow e Gorakhpur. Um dos relatos afirma que uma vítima deixou o Nepal aos 14 anos e foi vendida como escrava, trancada, espancada, privada de comida e submetida à circuncisão forçada. Ele relatou ter ficado em um bordel com 40 a 50 outros meninos, muitos dos quais foram castrados, antes de escapar e retornar ao Nepal.
O criminologista Ronald Flowers afirma que a prostituição infantil e a pornografia infantil estão intimamente ligadas; até uma em cada três crianças prostituídas já teve envolvimento com pornografia, frequentemente por meio de filmes ou literatura. Ele também afirma que adolescentes em fuga são frequentemente usados em "filmes pornográficos" e fotografados. Além da pornografia, Flowers escreve que "crianças envolvidas nesse duplo mundo de exploração sexual costumam ser vítimas de agressões sexuais, perversões, infecções sexualmente transmissíveis e carregam lembranças inescapáveis de abusos sexuais, com seus corpos brutalizados e marcados para sempre."

### Efeitos físicos e psicológicos

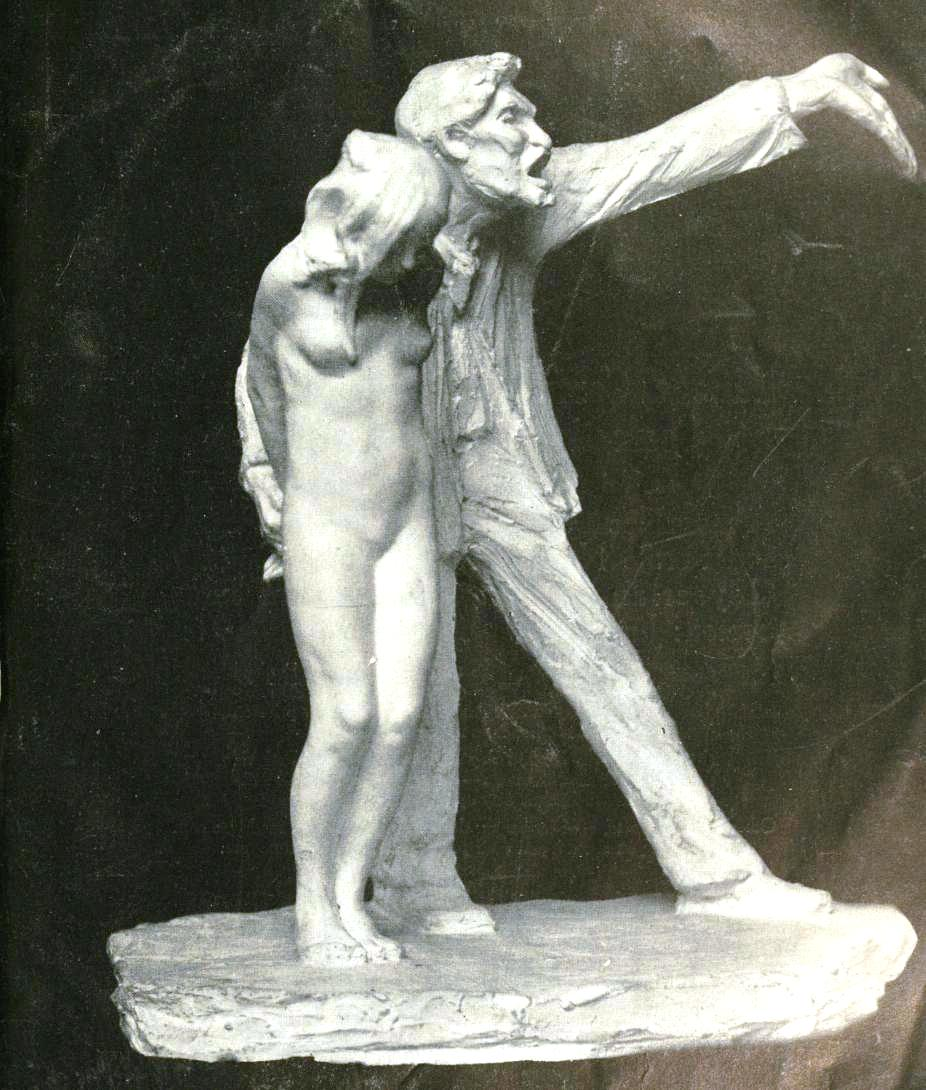
Estátua de uma jovem criança prostituída do século XIX
The White Slave, de Abastenia St. Leger Eberle (1878–1942)

De acordo com a Humanium, uma ONG que se opõe à prostituição infantil, a prática causa lesões como "lacerações vaginais, efeitos físicos da tortura, dor, infecção ou gravidez indesejada". Como os clientes raramente tomam precauções contra a disseminação do HIV, crianças prostituídas enfrentam alto risco de contrair a doença, e em determinados locais a maioria delas acaba infectada. Outras ISTs também representam ameaça, como a sífilis e o herpes. Altos níveis de tuberculose também foram encontrados entre crianças prostituídas. Essas doenças frequentemente são fatais.
Crianças costumam ser medicadas para aparentar maior maturidade. Corticosteroides, como o dexametasona (Oradexon), um glucocorticoide, são comumente administrados a crianças prostituídas em locais como Bangladesh, para que pareçam e se sintam mais robustas (ou seja, menos frágeis) e saudáveis, o que, por sua vez, as mantém ativas. Quando o uso desses medicamentos não é monitorado através de exames de sangue por um profissional de saúde, podem causar diabetes, hipertensão e enfraquecer o sistema imunológico, deixando-as mais suscetíveis a doenças, além de possuírem alto potencial para dependência psicológica. Na Índia, algumas meninas são injetadas com oxitocina para acelerar o crescimento dos seios.
Crianças que já foram prostituídas frequentemente lidam com traumas psicológicos, incluindo depressão clínica e transtorno de estresse pós-traumático (TEPT). Outros efeitos psicológicos incluem raiva, insônia, confusão sexual e de personalidade, incapacidade de confiar nos adultos e perda de autoconfiança. Problemas de saúde relacionados a drogas incluem complicações dentárias, hepatites B e C, e graves problemas hepáticos e renais. Outras complicações médicas incluem problemas reprodutivos, lesões decorrentes de agressões sexuais; problemas físicos e neurológicos devido a ataques violentos; e demais problemas gerais de saúde, como dificuldades respiratórias e dores nas articulações.

## Proibição

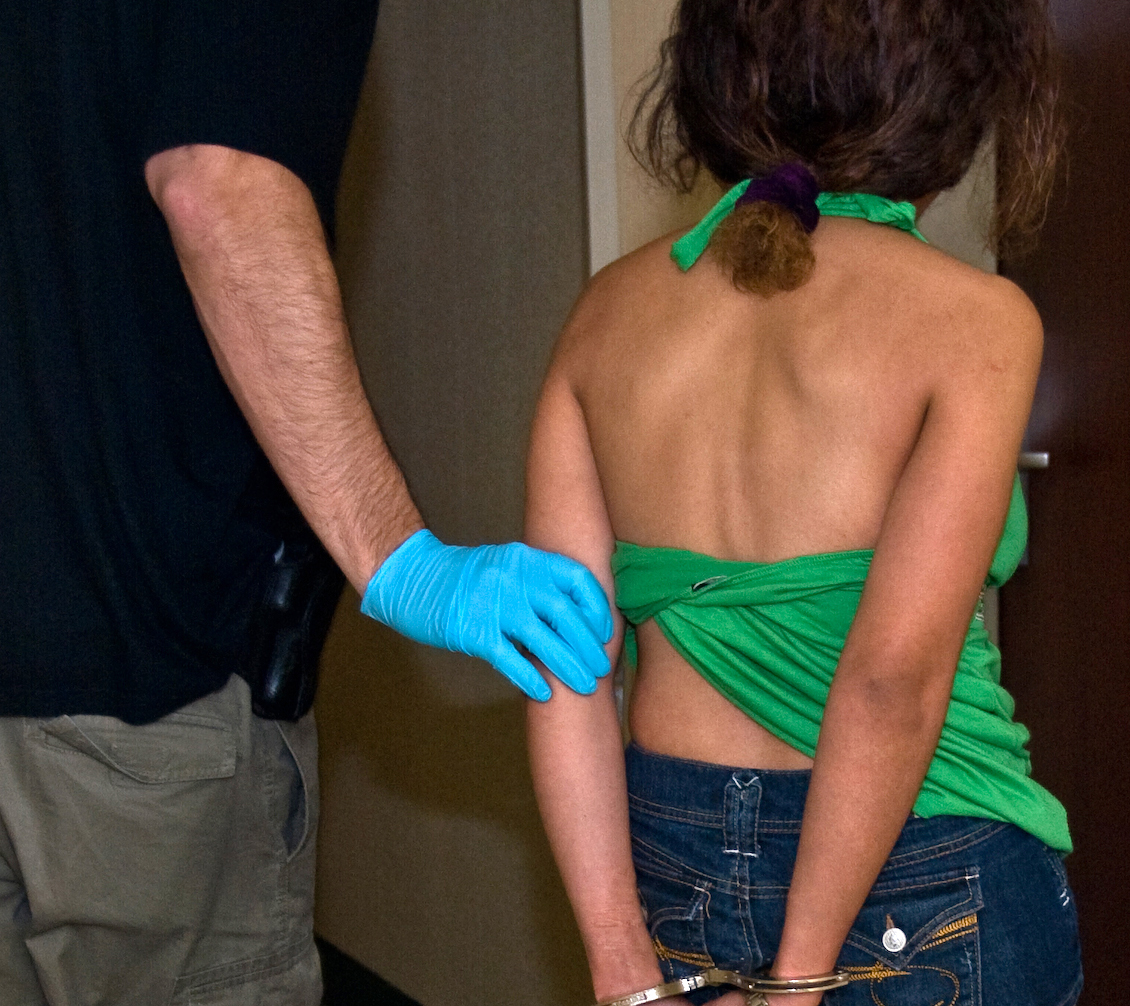
Um agente do FBI conduzindo um suspeito adulto preso na Operação Cross Country II, quando 105 crianças foram resgatadas da prostituição forçada em outubro de 2008

A prostituição infantil é ilegal segundo o direito internacional, e a Convenção das Nações Unidas sobre os Direitos da Criança, no Artigo 34, estabelece que "o Estado deverá proteger as crianças contra a exploração e o abuso sexual, incluindo a prostituição e o envolvimento na pornografia." A convenção foi adotada pela primeira vez em 1989 e foi ratificada por 193 países. Em 1990, a ONU nomeou um Relator Especial sobre a venda de crianças, prostituição infantil e pornografia infantil. Ao longo da última década, a comunidade internacional tem reconhecido cada vez mais a importância de enfrentar os problemas gerados pelo tráfico de crianças, prostituição infantil e pornografia infantil, atividades que comprometem os direitos das crianças e frequentemente estão ligadas ao crime organizado. Embora a legalidade da prostituição adulta varie conforme a região do mundo, a prostituição de menores é ilegal na maioria dos países, havendo em todos eles algum tipo de restrição contra essa prática.
Há controvérsias sobre o que constitui uma criança prostituída. O direito internacional define criança como qualquer indivíduo abaixo dos 18 anos, mas vários países reconhecem legalmente idades de consentimento e de maioridade inferiores, geralmente variando de 13 a 17 anos. Na República Tcheca, por exemplo, a prostituição é legal para crianças acima dos 14 anos. Dessa forma, os policiais às vezes hesitam em investigar casos devido às diferenças na idade de consentimento. Entretanto, as leis de alguns países distinguem entre adolescentes prostituídos e crianças prostituídas. Por exemplo, o governo japonês define a categoria como referindo-se a menores entre 13 e 18 anos. Contudo, atualmente a definição é de indivíduos abaixo dos 18 anos.
As consequências para os infratores variam de país para país. Na República Popular da China, todas as formas de prostituição são ilegais, mas ter contato sexual com qualquer pessoa abaixo dos 14 anos, independentemente do consentimento, resulta em punição mais severa do que o estupro de um adulto. Em contraste, o Código Penal da Argentina criminaliza a prostituição de menores, mas apenas pune aqueles que "promovem ou facilitam" a prostituição, não o cliente que explora o menor. Nos Estados Unidos, a pena legal por participar da prostituição de crianças varia de cinco a vinte anos de prisão. O FBI criou o departamento "Innocence Lost", voltado a resgatar crianças da prostituição, em resposta à forte reação pública em todo o país após as notícias da Operation Stormy Nights, na qual 23 menores foram libertados da prostituição forçada.

## Prevalência

### Resumo estatístico
A prostituição infantil existe em todos os países, embora o problema seja mais grave na América do Sul e na Ásia. O número de crianças prostituídas está aumentando em outras partes do mundo, incluindo América do Norte, África e Europa. Estatísticas exatas são difíceis de obter, e em alguns casos, como na Argentina, a prostituição infantil é considerada em ascensão, porém sem estatísticas confiáveis. Entretanto, estima-se que haja cerca de 10 milhões de crianças envolvidas na prostituição em todo o mundo.

## Prevalência
A prostituição infantil existe em todos os países, embora o problema seja mais grave na América do Sul e na Ásia.  O número de crianças prostituídas está aumentando em outras partes do mundo, incluindo América do Norte, África e Europa.  É difícil obter estatísticas exatas, mas estima-se que haja cerca de 10 milhões de crianças envolvidas na prostituição em todo o mundo.
Nota: esta é uma lista de exemplos; não abrange todos os países onde existe prostituição infantil.
| País/local         | Número de crianças envolvidas na prostituição    | Notas | Ref(s).         |
| ------------------ | ------------------------------------------------ | --- | --------------- |
| Mundial            | Até 10.000.000                                   | | [ 1 ]           |
| Australia          | 4.000                                            | |                 |
| Bangladesh         | 10.000–29.000                                    | Em Bangladesh, sabe-se que prostitutas infantis usam o medicamento Oradexon, um esteroide vendido sem receita, geralmente utilizado por agricultores para engordar gado, para fazer com que as prostitutas infantis pareçam maiores e mais velhas. Instituições de caridade afirmam que 90% das prostitutas nos bordéis legalizados do país usam esse medicamento. | [ 67 ]          |
| Brazil             | 250.000–500.000                                  | O Brasil possui um elevado nível de tráfico sexual de crianças na América do Sul. | [ 68 ] [ 69 ]   |
| Cambodia           | 30.000                                           | | [ 70 ] [ 71 ]   |
| Chile              | 3.700                                            | Acredita-se que o número de crianças envolvidas na prostituição esteja em declínio. | [ 72 ]          |
| Colombia           | 35.000                                           | Entre 5.000 e 10.000 estão nas ruas de Bogotá. | [ 73 ]          |
| Dominican Republic | 30.000                                           | | [ 74 ]          |
| Ecuador            | 5.200                                            | | [ 75 ]          |
| Estonia            | 1.200                                            | | [ 76 ]          |
| Greece             | 2.900                                            | Acredita-se que mais de 200 estejam abaixo dos 12 anos. | [ 77 ]          |
| Hungary            | 500                                              | | [ 78 ]          |
| India              | 1.000.000–1.200.000                              | Em 1998, estimava-se que 60% das prostitutas na Índia eram menores de idade. A Reuters estima que milhares de crianças indianas entram na prostituição por meio do tráfico a cada ano. | [ 81 ] [ 82 ]   |
| Indonesia          | 40.000–70.000                                    | A UNICEF afirma que 30% das mulheres na prostituição têm menos de 18 anos. | [ 83 ] [ 84 ]   |
| Malaysia           | 43.000–142.000                                   | | [ 85 ]          |
| Mexico             | 16.000–20.000                                    | Das 13.000 street children da Cidade do México, 95% já tiveram pelo menos um contato sexual com um adulto (muitos deles por meio da prostituição). Em 2005, a jornalista mexicana Lydia Cacho expôs, no livro The Demons of Eden, vários políticos e empresários mexicanos que desempenhavam papel importante em uma rede de escravidão sexual infantil e prostituição. | [ 86 ]          |
| Nepal              | 200.000                                          | Estima-se que entre 12.000 e 15.000 crianças nepalesas sejam traficadas para exploração sexual comercial a cada ano, principalmente para bordéis na Índia e em outros países. | [ 37 ]          |
| New Zealand        | 210                                              | | [ 88 ]          |
| Peru               | 500.000                                          | | [ 89 ]          |
| Philippines        | 60.000–100.000                                   | A UNICEF estima que existem 200 bordéis em Angeles City, muitos dos quais oferecem menores para sexo. | [ 91 ]          |
| Sri Lanka          | 40.000                                           | A UNICEF afirma que 30% das mulheres na prostituição têm menos de 18 anos, sendo que as crianças frequentemente são traficadas por meio de amigos e parentes. A prevalência de meninos na prostituição está fortemente relacionada ao turismo estrangeiro. | [ 93 ]          |
| Taiwan             | 1.879                                            | | [ 94 ]          |
| Thailand           | 200.000–800.000                                  | O Instituto de Pesquisa do Sistema de Saúde da Tailândia relata que crianças na prostituição correspondem a 40% das prostitutas na Tailândia. | [ 85 ]          |
| Ukraine            | pelo menos 15.000 meninas com idades entre 14–19 | | [ 96 ]          |
| United States      | 100.000–1.000.000                                | Em 2001, a Escola de Serviço Social da Universidade da Pensilvânia sugeriu que até 300.000 jovens americanos poderiam estar em risco de exploração sexual comercial a qualquer momento. Entretanto, ao longo de 10 anos, foram relatados apenas aproximadamente 827 casos por ano às delegacias de polícia. Assim, o Center for Court Innovation, na cidade de Nova York, estimou em 2008 que havia muito menos crianças exploradas sexualmente comercialmente do que os 300.000, e muito mais do que os 827 sugeridos pelas duas fontes mais lidas. Mais tarde, em 2013, o National Center for Missing & Exploited Children (NCMEC) documentou mais de 10.000 denúncias de tráfico sexual infantil, afirmando que isso representa apenas uma "pequena porcentagem" do verdadeiro tráfico sexual infantil. | [ 102 ] [ 103 ] |
| Zambia             | 70.000                                           | | [ 104 ]         |

## Demografia
As pessoas que compram sexo de menores são, na maioria das vezes, homens que tentam "racionalizar seu envolvimento sexual com crianças."
Embora a maioria das prostitutas infantis sejam meninas, os defensores apontam que os meninos também são explorados, fato frequentemente negligenciado e estigmatizado de forma mais intensa. Um estudo da ECPAT-USA constatou que, embora meninos gay, bissexuais e questioning estivessem representados em percentuais superiores aos da população geral, a maioria dos meninos na prostituição era heterossexual em orientação sexual, apesar de normalmente realizarem atos homossexuais.

## Visões

### Percepção pública
A antropóloga Heather Montgomery escreve que a sociedade tem uma percepção amplamente negativa da prostituição infantil, em parte porque as crianças são frequentemente vistas como abandonadas ou vendidas por seus pais e famílias. A Organização Internacional do Trabalho inclui a prostituição infantil em sua lista das "piores formas de trabalho infantil". No Congresso Mundial de 1996 Contra a Exploração Sexual Comercial de Crianças, foi chamada de "crime contra a humanidade", "tortura" e "escravidão". Virginia Kendall, juíza distrital e especialista em exploração infantil e tráfico humano, e T. Markus Funk, advogado e professor de direito, escrevem que o tema é carregado de emoção e que há diversas perspectivas sobre sua prevenção:
O tema de proibir e punir a exploração infantil desperta emoções intensas. Embora haja consenso geral de que a exploração sexual de crianças, seja através da Internet, prostituição forçada, tráfico internacional ou doméstico de crianças para sexo, ou abuso, esteja em ascensão, observadores nos Estados Unidos e em outros lugares encontram pouco consenso sobre a gravidade de tal conduta, ou sobre o que, se algo, deve ser feito para enfrentá-la.
O jornalista investigativo Julian Sher afirma que os estereótipos generalizados sobre a prostituição infantil continuaram até a década de 1990, quando surgiu a primeira oposição organizada e os policiais começaram a trabalhar para dissipar equívocos comuns. O criminologista Roger Matthews escreve que as preocupações com a pedofilia e o abuso sexual infantil, bem como a mudança na percepção sobre a juventude, fizeram com que o público percebesse uma diferença marcante entre a prostituição infantil e a prostituição adulta. Enquanto esta última é geralmente desaprovada, a primeira é considerada intolerável. Além disso, ele afirma que as crianças são cada vez mais vistas como "inocentes" e "puras" e que a prostituição delas é equiparada à escravidão. Com essa mudança de atitude, o público passou a ver os menores envolvidos no comércio sexual como vítimas, e não como autoras do crime, necessitando de reabilitação em vez de punição.

### Oposição
Embora as campanhas contra a prostituição infantil tenham se originado no século XIX, os primeiros protestos em massa contra a prática ocorreram na década de 1990 nos Estados Unidos, liderados em grande parte pela ECPAT (End Child Prostitution in Asian Tourism). O grupo, que o historiador Junius P. Rodriguez descreve como "o mais significativo dos grupos de campanha contra a prostituição infantil", inicialmente concentrou-se na questão da exploração de crianças no Sudeste Asiático por turistas ocidentais. Grupos de direitos das mulheres e antiturismo uniram-se para protestar contra a prática do turismo sexual em Bangkok, Tailândia. A oposição ao turismo sexual foi impulsionada por uma imagem de um jovem tailandês na prostituição, publicada na revista Time, e pela publicação de um dicionário no Reino Unido que descrevia Bangkok como "um lugar onde há muitas prostitutas". Os antropólogos culturais Susan Dewey e Patty Kelly escrevem que, embora não tenham conseguido conter o turismo sexual e as taxas de prostituição infantil continuassem a aumentar, os grupos "mobilizaram a opinião pública nacional e internacional" e conseguiram que a mídia cobrisse o tema extensivamente pela primeira vez. Posteriormente, a ECPAT expandiu seu foco para protestar contra a prostituição infantil em âmbito global.
No final dos anos 1990 e início dos anos 2000, surgiram diversos abrigos e programas de reabilitação para crianças prostituídas, e a polícia passou a investigar ativamente a questão. Posteriormente, o Centro Nacional de Recursos contra o Tráfico Humano (NHTRC) foi estabelecido pelo Polaris Project como uma linha direta nacional, gratuita, disponível 24 horas por dia, sete dias por semana, todos os dias do ano. A linha foi criada para que os denunciantes pudessem reportar informações e receber dados sobre o tráfico humano.
A oposição à prostituição infantil e à escravidão sexual espalhou-se pela Europa e outros lugares, e organizações pressionaram para que as crianças prostituídas fossem reconhecidas como vítimas e não como infratoras. A questão continuou em destaque nos anos seguintes, e diversas campanhas e organizações persistiram nos anos 2000 e 2010.

## História

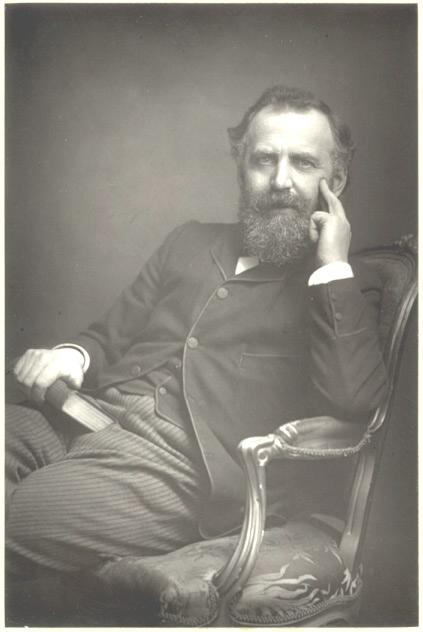
William Thomas Stead em 1881

A prostituição infantil data da antiguidade. Meninos pré-púberes eram comumente prostituídos em bordéis na Grécia e em Roma antigas. Segundo Ronald Flowers, "as donzelas egípcias mais belas e de nascimento nobre foram forçadas à prostituição... e continuaram como prostitutas até sua primeira menstruação." Crianças chinesas e indianas eram comumente vendidas por seus pais para a prostituição. Na Índia, os pais às vezes dedicavam suas filhas aos templos hindus, onde se tornavam "devadasis". Tradicionalmente de alto status na sociedade, as devadasis eram originalmente encarregadas de manter e limpar os templos da divindade hindu a que eram designadas (geralmente a deusa Renuka) e de aprender habilidades como música e dança. Contudo, com o passar do tempo, seu papel transformou-se no de prostitutas de templo, e as meninas, que eram "dedicadas" antes da puberdade, eram obrigadas a prostituir-se para homens da alta classe. A prática foi proibida, mas ainda persiste.
Na Europa, a prostituição infantil floresceu até o final dos anos 1800; menores representavam 50% dos indivíduos envolvidos na prostituição em Paris. Um escândalo na Inglaterra do século XIX levou o governo a elevar a idade de consentimento. Em julho de 1885, William Thomas Stead, editor do The Pall Mall Gazette, publicou The Maiden Tribute of Modern Babylon, uma série de quatro artigos que descreviam uma extensa rede clandestina de tráfico sexual que supostamente vendia crianças para adultos. Os relatos de Stead concentraram-se em uma menina de 13 anos, Eliza Armstrong, que foi vendida por £5 (equivalente a cerca de £500 em 2012) e, em seguida, levada a uma parteira para que sua virgindade fosse verificada. A idade de consentimento foi elevada de 13 para 16 anos em uma semana após a publicação. Durante esse período, o termo white slavery passou a ser usado em toda a Europa e nos Estados Unidos para descrever a prostituição infantil.